# Antonov A-1
Dimensions
L'Antonov A-1 est un planeur d’apprentissage soviétique produit dans les années 1930-1940.